# Дряхлова, Мария Александровна
Мария Александровна Дряхлова (род. 24 апреля 1984 года, Горький) — российская легкоатлетка, специализирующаяся в беге на короткие и средние дистанции. Чемпионка России 2009 года. Мастер спорта России международного класса (2003).

## Биография
Мария Александровна Дряхлова родилась 24 апреля 1984 года в Горьком. Окончила нижегородскую среднюю школу № 172, а затем — Татарский государственный гуманитарно-педагогический университет по специальности «педагог по физической культуре и спорту».
Тренировалась под руководством Евгения Николаевича Суханова. Выступала за ЦСКА. Двукратная чемпионка Европейского юношеского Олимпийского фестиваля 2001 года. Двукратная чемпионка Европы среди юниоров 2003 года. Чемпионка России среди молодёжи 2006 года.
После окончания карьеры спортсменки в 2011 году стала работать фитнес-инструктором в одном из клубов «World Class» в Нижним Новгороде.

## Основные результаты

### Международные
| Год  | Соревнования                                | Место проведения          | Дисциплина   | Место | Результат |
| ---- | ------------------------------------------- | ------------------------- | ------------ | ----- | --------- |
| 2001 | Европейский юношеский Олимпийский фестиваль | Мурсия, Испания           | 400 м        | 1     | 54,88     |
| 2001 | Европейский юношеский Олимпийский фестиваль | Мурсия, Испания           | эст. 4×100 м | 1     | 46,45     |
| 2001 | Чемпионат мира среди юношей                 | Дебрецен, Венгрия         | 400 м        | 6     | 54,52     |
| 2002 | Чемпионат мира среди юниоров                | Кингстон, Ямайка          | эст. 4×400 м | 3     | 3:30,72   |
| 2002 | Чемпионат мира среди юниоров                | Кингстон, Ямайка          | 400 м        | 7     | 53,76     |
| 2003 | Чемпионат Европы среди юниоров              | Тампере, Финляндия        | 400 м        | 1     | 52,65     |
| 2003 | Чемпионат Европы среди юниоров              | Тампере, Финляндия        | эст. 4×400 м | 1     | 3:33,48   |
| 2006 | Кубок Европы в помещении                    | Льевен, Франция           | швед. эст.   | 1     | 4:47,48   |
| 2007 | Чемпионат Европы в помещении                | Бирмингем, Великобритания | 800 м        | 16    | 2:04,54   |

### Национальные
| Год  | Соревнования                 | Место проведения | Дисциплина   | Место | Результат |
| ---- | ---------------------------- | ---------------- | ------------ | ----- | --------- |
| 2003 | Чемпионат России             | Тула             | эст. 4×400 м | 2     | 3:36,61   |
| 2004 | Чемпионат России в помещении | Москва           | эст. 4×200 м | 2     | 1:36,66   |
| 2005 | Чемпионат России в помещении | Волгоград        | эст. 4×200 м | 2     | 1:38,21   |
| 2005 | Чемпионат России             | Тула             | эст. 4×400 м | 2     | 3:31,86   |
| 2006 | Чемпионат России в помещении | Москва           | 800 м        | 6     | 2:02,74   |
| 2006 | Чемпионат России             | Тула             | 800 м        | 5     | 1:58,26   |
| 2007 | Чемпионат России в помещении | Волгоград        | 800 м        | 2     | 2:01,76   |
| 2009 | Чемпионат России в помещении | Москва           | эст. 4×800 м | 2     | 8:28,11   |
| 2009 | Чемпионат России             | Чебоксары        | эст. 4×800 м | 1     | 8:27,35   |